# 宮崎県道路公社
宮崎県道路公社（みやざきけんどうろこうしゃ）は、宮崎県を設立団体とする地方道路公社。1971年（昭和46年）9月1日設立。

## 管理する道路
- 一ツ葉有料道路（宮崎県道10号宮崎インター佐土原線）

## かつて管理していた道路
- 小倉ヶ浜有料道路（宮崎県道15号日知屋財光寺線） : 2013年（平成25年）5月10日 無料開放

## 所在地
- 宮崎県宮崎市橘通東2丁目7番18号